# Zutendaal
Zutendaal (limburgisch: Zietendaol) ist eine belgische Gemeinde in der Region Flandern mit 7384 Einwohnern (Stand 1. Januar 2024).

## Lage und Verkehr
Die niederländische Großstadt Maastricht liegt zwölf Kilometer südöstlich, Hasselt 16 Kilometer westlich, Lüttich 32 Kilometer südlich und Brüssel ca. 85 Kilometer westlich.
Die nächsten Autobahnabfahrten befinden sich im Norden bei Genk an der A2/E 314 und im Süden bei Bilzen an der A13/E 313.
In Genk, Bilzen und Hasselt befinden sich Regionalbahnhöfe und in Maastricht halten auch überregionale Schnellzüge.
Maastricht Aachen Airport und der Flughafen Lüttich sind die nächsten Regionalflughäfen; der Flughafen Brüssel National nahe der Hauptstadt Brüssel ist ein internationaler Flughafen.

## Persönlichkeiten
- Freya Aelbrecht, Volleyballerin, in Zutendal geboren
- Jeroen Brouwers (1940–2022), Journalist und Schriftsteller, lebte 1993–2017 in Zutendaal
- Ellen Dufour, Sängerin und Moderatorin, in Zutendal geboren
- Davy Oyen, Fußballspieler, in Zutendal geboren
- Martin Van Geneugden (1932–2014), Radrennfahrer, im Ortsteil Wiemesmeer geboren